# Schwäbische Rezat
Die Schwäbische Rezat ist der 33,3 km lange, rechte und südliche Quellfluss der Rednitz in Mittelfranken. Sie fließt in den bayerischen Landkreisen Weißenburg-Gunzenhausen und Roth. Sie gehört zum Flusssystem des Rheins und ist als der weniger wasserreiche der beiden Quellflüsse der Rednitz – ihr linker und westlicher Quellfluss ist die längere und wasserreichere Fränkische Rezat – hydrografisch gesehen ein Nebenfluss der Rednitz.
Nur 2 km nach ihrer Quelle berührt sie eine Talwasserscheide im Zuge der europäischen Hauptwasserscheide. Diese wurde schon im 8. Jahrhundert durch den Karlsgraben überwunden, um die Donau mit dem Rhein zu verbinden.

## Etymologie
Der Name Rezat kommt wie auch der Flussname Rednitz vom keltischen Radantia, das Fluss bedeutet. Im Jahr 793 wurde der Fluss erstmals als „Radentia“ erwähnt, 1327 bezeichnete man ihn als „Redentz“, 1387 als Retzend, 1500 als „Regnizwesserli“, 1503 als „Rednitz“, 1571 als „Retzet“, 1642 als „Rezet“, im 16. Jahrhundert als „Bairisch“ oder „Ober Retzach“ und 1726 als „Ober Rezat“ sowie 1801 als „Retzat“. Als erste Nennung des Flusses als „Schwäbische Rezat“ wird häufig das Jahr 1715 genannt. Als „Schwäbische Retzat“ erscheint der Fluss in einer Abhandlung von 1723.
Der Zusatz „Schwäbische“ wird dadurch erklärt, dass die Rezat von Süden und damit aus einem Mundartgebiet kommt, das schon deutliche schwäbische Züge aufweist. Er dient zur deutlichen Unterscheidung von der Fränkischen Rezat. Dass der Name des Flusses von der Zugehörigkeit der Reichsstadt Weißenburg zum Schwäbischen Städtebund kommt, ist vermutlich unrichtig.

## Geografie

### Quelle

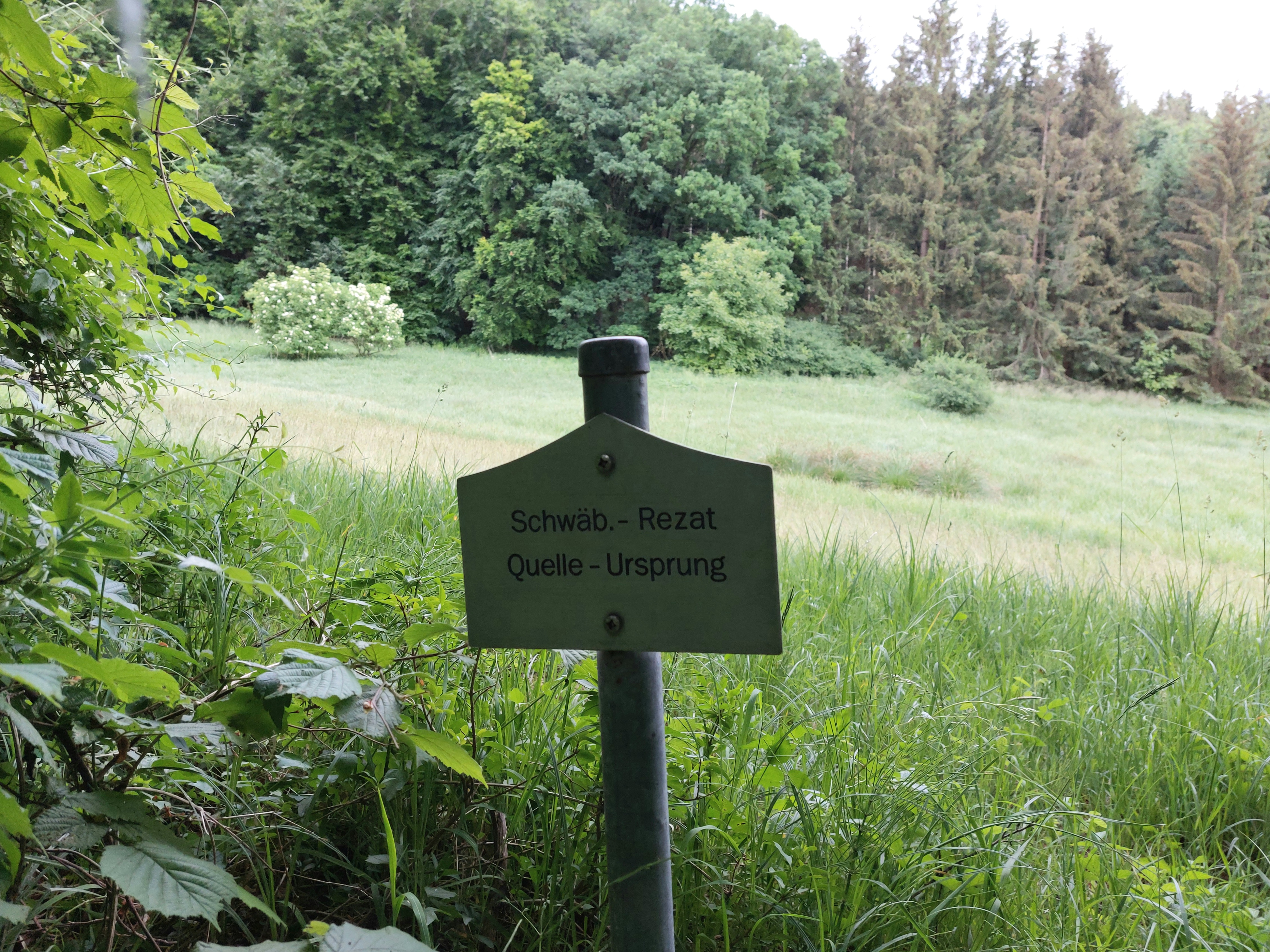
Die Quelle der Schwäbischen Rezat ist mit einem Schild ausgewiesen

Die Quelle der Schwäbischen Rezat liegt auf etwa 480 m ü. NHN im Gebiet der Stadt Weißenburg in Bayern, etwa 900 m östlich von Dettenheim an der Talsteige der Straße von Haardt herab. Sie entspringt hier in einem kurzen Seitental im Naturraum Obere Altmühlalb ihres nordwärts ziehenden Haupttals, das selbst seitlich an der Talachse der zur Donau fließenden Altmühl ansetzt.

### Verlauf
Wenige hundert Meter nach ihrer Quelle durchfließt die Schwäbische Rezat Dettenheim und wird dort seit der Kanalisierung 1962/1963 unterirdisch bis zum westlichen Ortsausgang geleitet. Danach verläuft sie ein kurzes Stück direkt an der Wasserscheide und wendet sich hier nach Norden. Im selben flachem Wiesengelände entspringt auf ungefähr 420 m Höhe etwa 100 m links von ihr ein Gewässer, das durch die Reste der historischen Fossa Carolina mit geringem Gefälle zur knapp 2 km entfernten Altmühl fließt.
Wenig später wird die Schwäbische Rezat vom Abfluss einer Kläranlage gespeist. Sie läuft zunächst noch durch das flache Ried und passiert dann die Weißenburger Kernstadt im Westen. Gleich hinter Weißenburg erreicht sie von Osten ihr längster Zufluss, der Felchbach. Hier beginnt sich das Tal auch einzutiefen. Ihr weiterer Lauf führt durch Ellingen und Pleinfeld nordwärts. Anschließend nimmt sie den vom Großen Brombachsee kommenden Brombach auf und passiert mehrere Mühlen und die Dörfer Mühlstetten und Niedermauk, zwei Ortsteile der Gemeinde Röttenbach im Landkreis Roth.

### Zusammenfluss
Schließlich vereinigt sich die Schwäbische Rezat zwischen dem namengebenden Hauptort der Gemeinde Georgensgmünd links und dessen Ortsteil Petersgmünd rechts gegenüber auf 341,7 m Höhe mit der dort von Südwesten kommenden, um einiges längeren und einzugsgebietsreicheren Fränkischen Rezat zum indirekten Main-Zufluss Rednitz.

### Einzugsgebiet

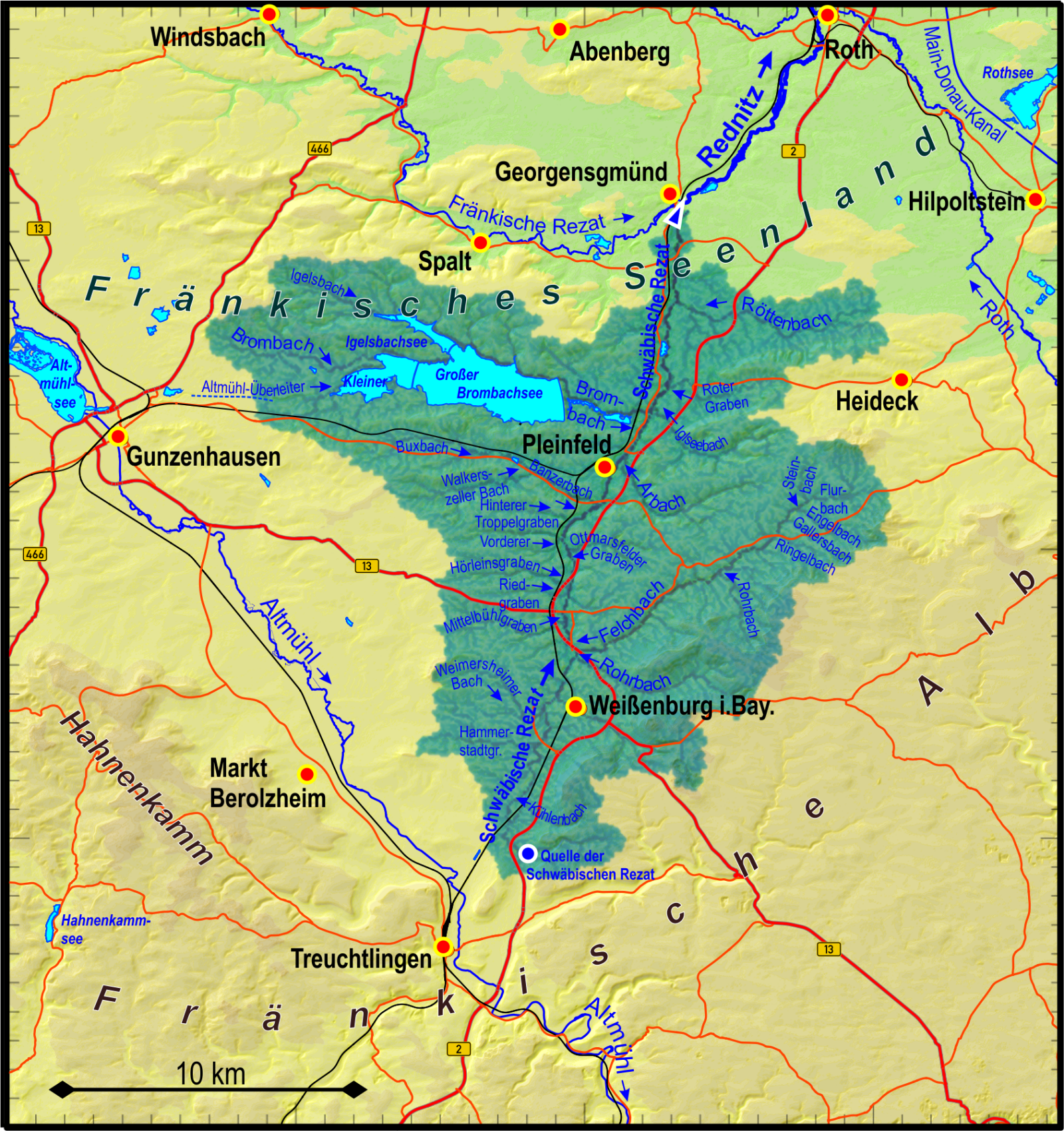
Einzugsgebiet der Schwäbischen Rezat

Die Schwäbischen Rezat entwässert eine Fläche von 285,0 km². Ihr Einzugsgebiet hat ungefähr die Gestalt eines Dreiecks mit einer ursprungsnahen Südspitze bei Dettenheim. Der höchste Punkt ist der 635,7 m ü. NHN hohe Gipfel des Laubbichels östlich der Wülzburg an der südöstlichen Wasserscheide.
Dort hat das Einzugsgebiet, naturräumlich betrachtet, Anteil am Trauf der Südlichen Frankenalb, genauer betrachtet an deren Unterräumen (von Südwesten nach Nordosten) Weißenburger Alb, Anlauteralb und Anlauter-Braunjuratrichter. Der überwiegende übrige südliche Teil des Einzugsgebietes liegt im angrenzenden Naturraum Vorland der Südlichen Frankenalb, davon das obere Rezattal und das niedrige Hügel- und Bergland östlich davon im Unterraum Vorland der Weißenburger Alb, während die Gebiete links und westlich des Tals zum Unterraum Weimersheimer Platte zählen. Unterhalb von Ellingen wechselt der Fluss über in das Mittelfränkische Becken. Tal und übriges rechtes Einzugsgebiet gehören von dort an bis zur Mündung zum Unterraum Rother Sandplatten, während das linke Einzugsgebiet sich verteilt auf die Unterräume Südliches Vorland des Spalter Hügellandes (mit Brombachgrund) im Süden, Südliches Spalter Hügelland im Nordwesten und Norden und einen Zwickel Östlichen Vorlandes des Spalter Hügellandes mündungsnah links der Rezat.
Die Gewässer-Konkurrenten außerhalb sind reihum im Südosten jenseits des Albtraufs der Treuchtlinger Schambach, einige Trockentäler und zuletzt die Anlauter, die alle zur Altmühl hin entwässern. Nach Abstieg von der Albhochfläche zieht die Scheide, anfangs noch über den Frankenalb-Zeugenberg Schloßberg (606,7 m), vor unter anderem den Zuflüssen der obersten Roth ungefähr nordwestwärts bis zum Zusammenfluss mit der Fränkischen Rezat; hier grenzt an der Außenseite mithin schon Einzugsgebiet der Rednitz an. Die nördliche Wasserscheide westlich der Mündung grenzt ans untere Einzugsgebiet der Fränkischen Rezat, welche auch im Nordwesten über ihren rechten Zufluss Erlbach bei Höfstetten konkurriert. Die westliche und südwestliche Wasserscheide verläuft gegen die obere Altmühl und deren kleinere linke Zuflüsse.
Im Einzugsgebiet liegt der Brombachsee, eine der größten Stauseeanlagen Mitteleuropas.

### Zuflüsse
Die bedeutenderen Zuflüsse der Schwäbischen Rezat, vom Ursprung zum Zusammenfluss aufgeführt. Zum Vergleich auch die Werte der Schwäbischen Rezat selbst.

Nachweise, wo diese bestehen, in den Artikeln selbst, ansonsten wurden die Höhen (mit Rechtsklick) abgefragt und die Längen und Einzugsgebiete abgemessen auf BayernAtlas der Bayerischen Staatsregierung (Hinweise).
| Name                      | GKZ     | Lage   | Länge in km | EZG in km² | Mündung                                | Mündungshöhe in m ü. NHN | Bemerkungen                                |
| ------------------------- | ------- | ------ | ----------- | ---------- | -------------------------------------- | ------------------------ | ------------------------------------------ |
| Kühlenbach                |         | rechts | 02,0        | 003,9      | nach Dettenheim                        | 416                      |                                            |
| Hammerstadtgraben         |         | links  | 04,2        | 005,9      | bei Emetzheim                          | 408                      | Strang Wöhrbach → Hammerstadtgraben        |
| Weimersheimer Bach        |         | links  | 04,5        | 005,5      | bei Weißenburg                         | 404                      |                                            |
| Rohrbach                  |         | rechts | 07,7        | 012,1      | bei Ellingen-Bräumühle                 | 394                      | Strang Bösbach → Rohrbach                  |
| Felchbach                 | 24212-2 | rechts | 15,4        | 040,1      | bei Ellingen-Bräumühle                 | 393                      | Strang Flurbach → Felchbach                |
| Himmelreichgraben         |         | links  | 01,1        | 000,7      | nach der Bräumühle in ihren Mühlgraben | 393                      |                                            |
| Mittelbühlgraben          |         | links  | 04,2        | 006,1      | kurz vor Ellingen                      | 389                      |                                            |
| Pointgraben               |         | rechts | 01,1        | 002,1      | in Ellingen                            | 388                      |                                            |
| Riedgraben                |         | links  | 02,5        | 001,6      | in Ellingen                            | 387                      |                                            |
| Hörleinsgraben            |         | links  | 03,5        | 004,3      | am Nordrand von Ellingen               | 386                      |                                            |
| Ottmarsfelder Graben      |         | rechts | 03,0        | 004,9      | bei Ellingen-Zollmühle                 | 384                      | Strang Seiserbach → Ottmarsfelder Graben   |
| Walkershöfer Weihergraben |         | links  | 01,3        | 001,2      | bei Ellingen-Zollmühle                 | 381                      |                                            |
| Vorderer Troppelgraben    |         | links  | 03,8        | 003,2      | vor Ellingen-Lauterbrunnmühle          | 381                      |                                            |
| Hinterer Troppelgraben    |         | links  | 02,1        | 002,1      | an der Lauterbrunnmühle                | 376                      |                                            |
| Banzerbach                | 24212-4 | links  | 09,1        | 020,0      | vor Pleinfeld                          | 375                      | Strang Weihergraben → Buxbach → Banzerbach |
| Arbach                    |         | rechts | 06,8        | 009,0      | im nördlichen Pleinfeld                | 373                      |                                            |
| Iglseebach                |         | rechts | 05,8        | 009,2      | Pleinfeld-Prexelmühle                  | 365                      | Strang Haselgraben → Iglseebach            |
| Brombach                  | 24212-6 | links  | 17,0        | 067,3      | bei Pleinfeld-Mäusleinsmühle           | 364                      |                                            |
| Roter Graben              |         | rechts | 03,6        | 005,6      | bei Pleinfeld-Mackenmühle              | 361                      |                                            |
| Kühbach                   |         | links  | 01,6        | 002,4      | bei Röttenbach-Mühlstetten             | 356                      |                                            |
| Röttenbach                |         | rechts | 06,8        | 012,7      | kurz nach Röttenbach                   | 352                      |                                            |
| Maukbach                  |         | rechts | 06,1        | 009,7      | bei Röttenbach-Niedermauk              | 349                      |                                            |
| Stöckachgraben            |         | rechts | 01,0        | 002,2      | bei Georgensgmünd-Petersgmünd          | 345                      |                                            |
| Schwäbische Rezat         | 24212-0 | n. a.  | 33,3        | 285,0      | bei Georgensgmünd-Petersgmünd          | 342                      |                                            |

- Ehemals zum Flusssystem gehörte die Fossa Carolina, ein links abzweigender Kanal zur Altmühl. Sie ist heute aber nicht mehr mit der Rezat verbunden. Der Abfluss aus den Resten des Kanals führt zur Altmühl.
- Ein Auengraben der Schwäbischen Rezat ist der Flurgraben.

### Ortschaften
Ortschaften an der Schwäbischen Rezat sind:
| - Dettenheim (Weißenburg) - Weißenburg in Bayern - Ellingen - Pleinfeld | - Mühlstetten (Röttenbach) - Niedermauk (Röttenbach) - Georgensgmünd - Petersgmünd (Georgensgmünd) |

## Hochwasser

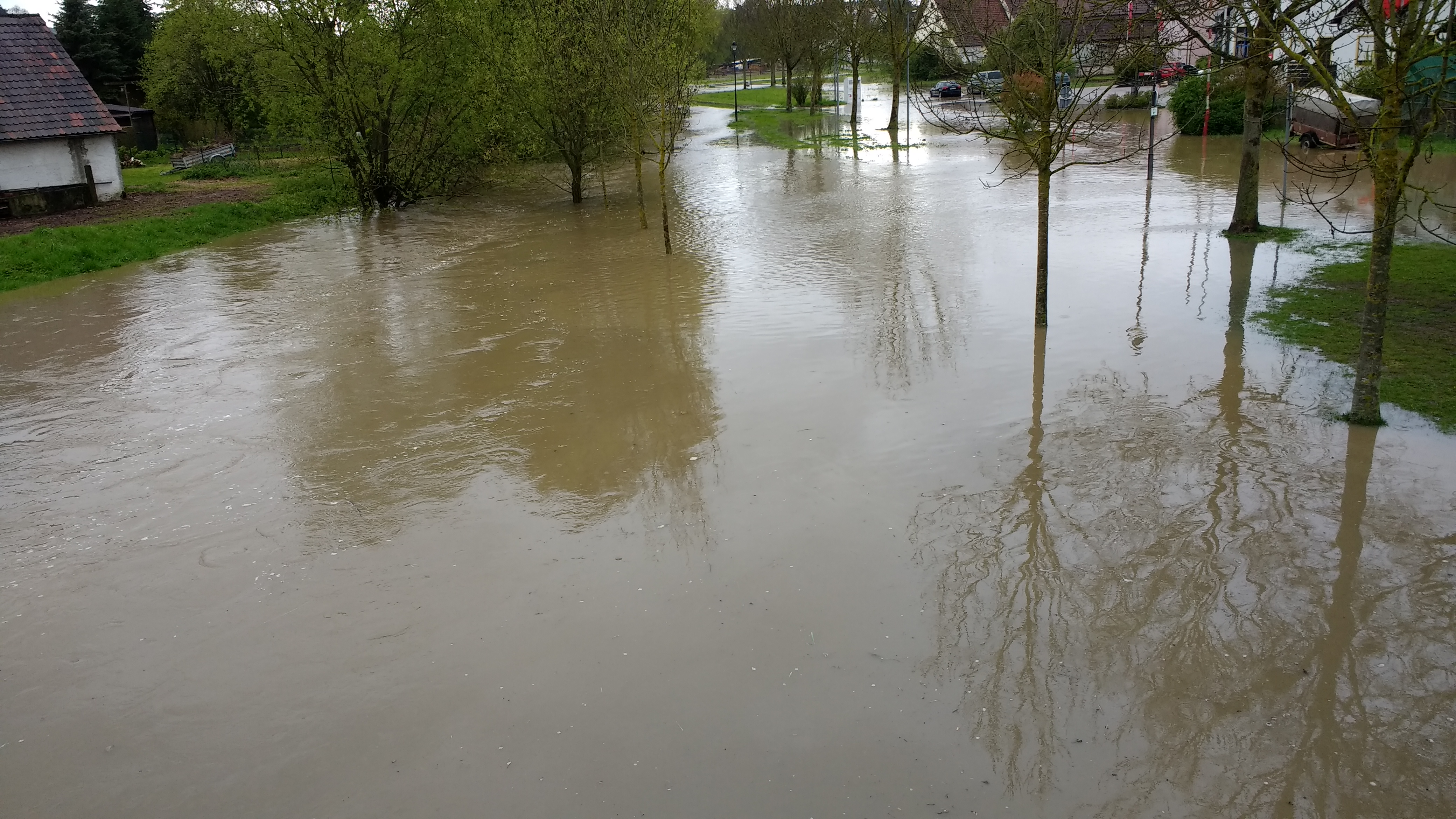
Die Schwäbische Rezat in Pleinfeld bei Hochwasser im Mai 2017

Wie bei allen langsam fließenden Flüssen gibt es entlang der Schwäbischen Rezat ein akutes Hochwasserrisiko, das im Winter durch Schneeschmelze oder langanhaltende Niederschläge besonders hoch ist. Der höchste jemals gemessene Abfluss betrug am 13. April 1994 55,4 m³/s, was einer Jährlichkeit von weit mehr als 50 Jahren entspricht. Ab 60 m³/s spricht man bei der Schwäbischen Rezat von einem 100-jährlichen Hochwasser.

## Funktion der Wasserregulierung
Die Schwäbische Rezat leitet nach großen Wasserbaumaßnahmen heute mit anderen Gewässern zusammen Wasser vom regenreichen Süden Bayerns in den regenarmen Norden Bayerns. Hierzu wurden ab den 1970er Jahren der Brombachsee mit seinen drei Teilen Großer Brombachsee, Kleiner Brombachsee und Igelsbachsee sowie der Altmühlsee an der das Wasser liefernden Altmühl angelegt. Bei Hochwasser am Altmühl-Pegel Gern bei Ornbau wird dem Altmühlsee Wasser über den Altmühlzuleiter zugeführt. Dort wird es zwischengespeichert und bei Pegelüberschreitung über den Altmühlüberleiter an den Kleinen Brombachsee abgegeben. Von dort aus fließt das Wasser zunächst über den Großen Brombachsee und den Brombach in die Schwäbische Rezat, bei Georgensgmünd in die Rednitz und anschließend weiter nach Nürnberg, bevor es über die Regnitz den Main erreicht. Auf diese Weise wird Wasser, das ohne den menschlichen Eingriff über die Altmühl in die Donau fließen würde, bei Bedarf über die Europäische Hauptwasserscheide hinweg in das Flusssystem des Rhein-Main-Gebietes umgeleitet. Das Bauvorhaben wurde auf Initiative des Abgeordneten Ernst Lechner am 16. Juli 1970 vom Bayerischen Landtag beschlossen und in den späten 1990ern vollendet.

## Fossa Carolina

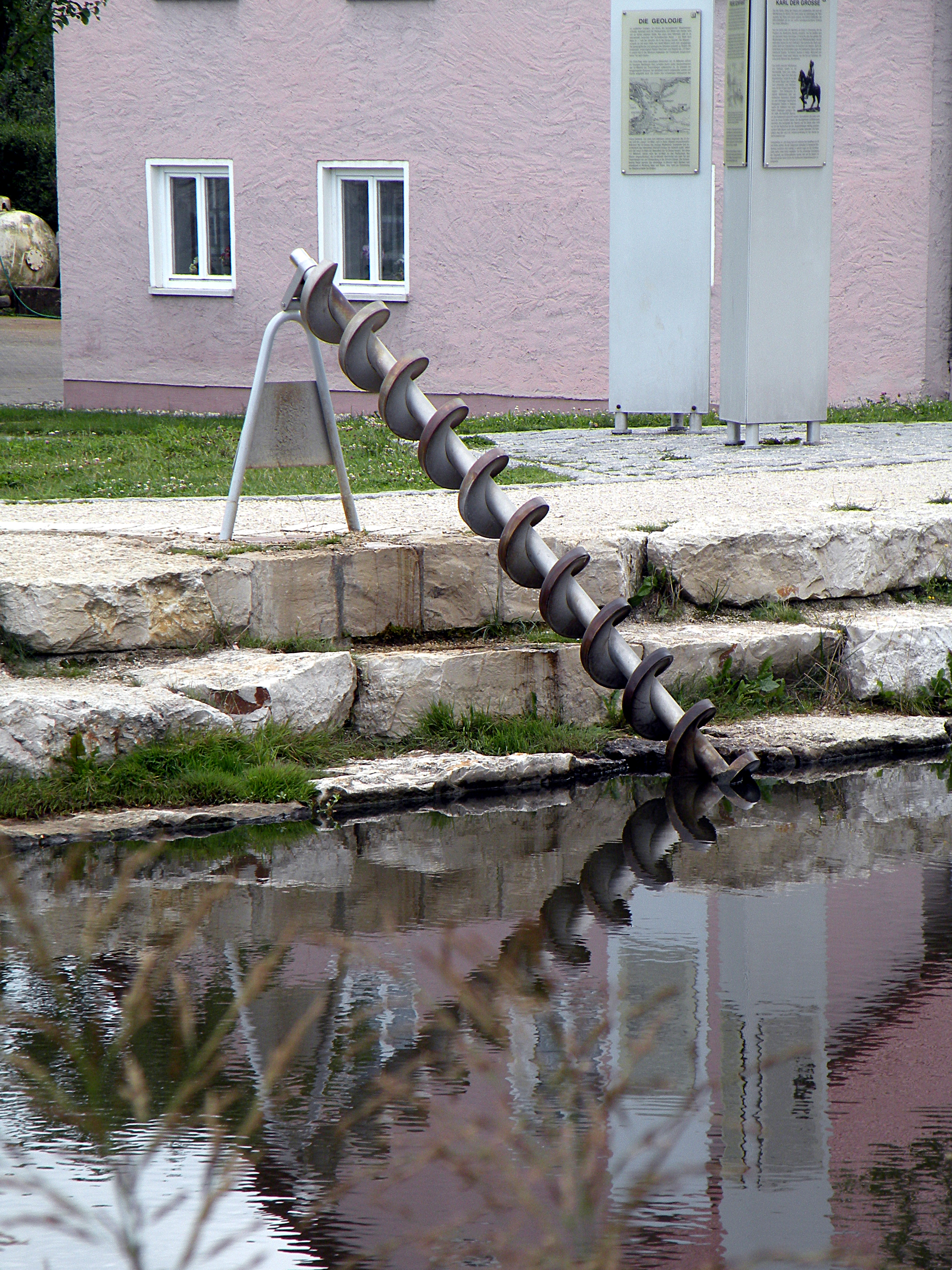
Archimedische Schraube an der Fossa Carolina

Die Landschaft im Quellgebiet der Schwäbischen Rezat ist geschichtlich und touristisch durch die Fossa Carolina bekannt geworden. Bereits Karl der Große wollte der Überlieferung nach die europäische Hauptwasserscheide zwischen den Einzugsgebieten von Donau und Rhein, die unter anderem über die Höhenzüge zwischen Schwäbischer Rezat und Altmühl verläuft, durch einen Kanal überwinden.

## Wasserbauwerke

### Mühlen

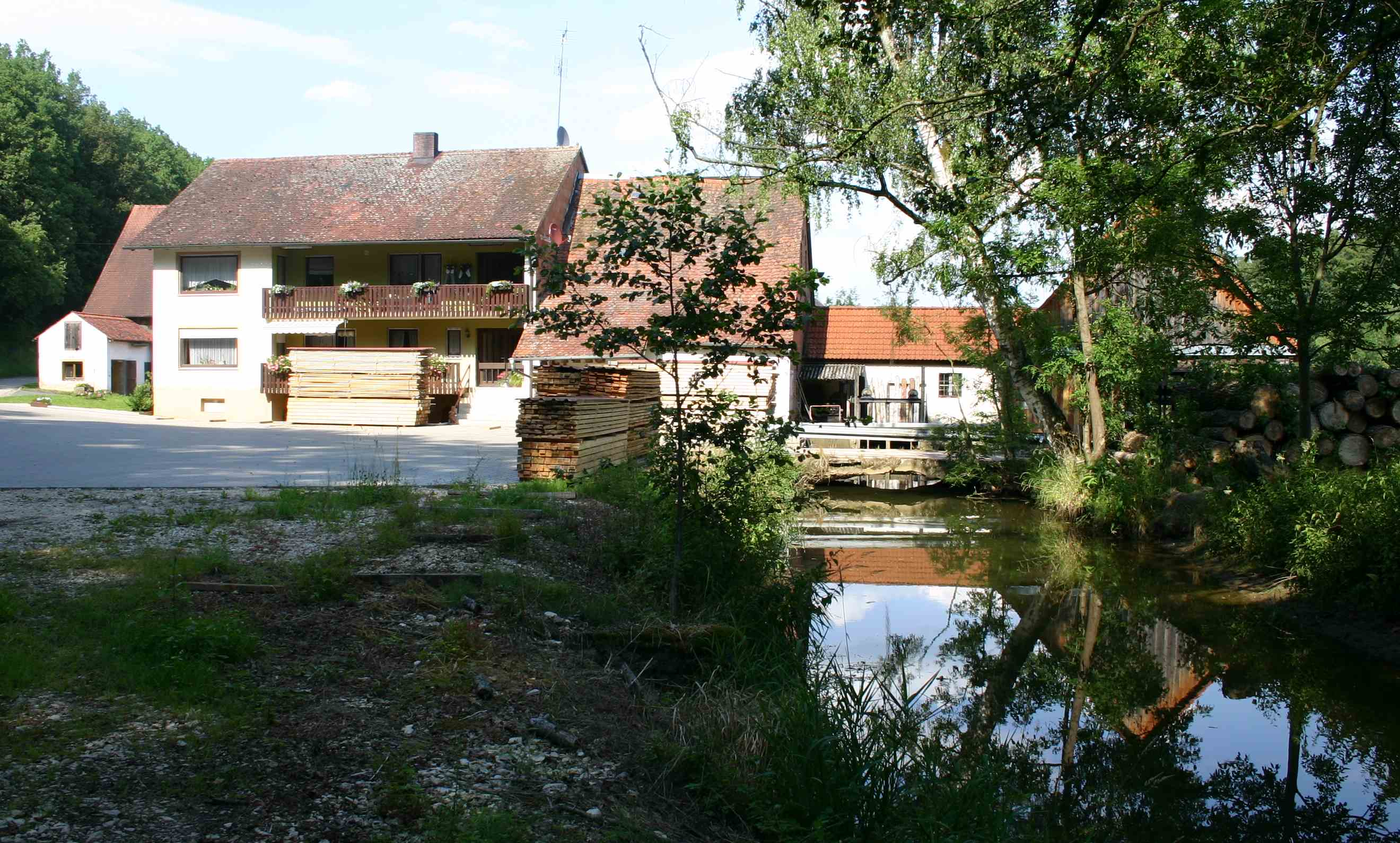
Die Lauterbrunnmühle zwischen Ellingen und Pleinfeld

Mühlen an der Schwäbischen Rezat waren oder sind unter anderem:
| - Lehenwiesenmühle (abgegangen) - Silbermühle - Bräumühle - Zollmühle - Lauterbrunnmühle - Wurmmühle - Ketschenmühle - Reichertsmühle | - Böschleinsmühle - Seemannsmühle - Mäusleinsmühle - Prexelmühle - Utzenmühle - Mackenmühle - Heinzenmühle - Papiermühle |

### Brücken
Zu den Brücken über die Schwäbische Rezat gehören (flussabwärts betrachtet):
- Heiligenbrücke in Ellingen
- Nepomukbrücke in Pleinfeld